# Bahjoi
Bahjoi (Hindi: बह्जोइ) is een kleine stad en gemeente in het noordoosten van de deelstaat Uttar Pradesh in India. Het is de hoofdplaats van het district Sambhal. De plaats ligt hemelsbreed ongeveer 150 km ten oosten van de Indiase hoofdstad Delhi.

## Demografie
Volgens de Indiase volkstelling van 2001 wonen er 29.993 mensen in Bahjoi, waarvan 52% mannelijk en 48% vrouwelijk is. De plaats heeft een alfabetiseringsgraad van 52%. 

## Geografie
Bahjoi bevindt zich op 28,4 graden NB en 78,6 graden OL. De plaats bevindt zich op een gemiddelde hoogte van 192 meter.
De stad ligt in het district Sambhal, dat in 2012 ontstond na een afsplitsing van het district Moradabad. Nadat Bahjoi door de autoriteiten werd aangewezen als de hoofdplaats van het nieuwe district, ontstonden protesten vanuit de stad Sambhal, waar men eveneens aanspraak maakte op deze status. In een poging het conflict te temperen werd een compromis voorgesteld om de hoofdstad te verplaatsen naar Pawasa, een plaats die precies halverwege Bahjoi en Sambhal gelegen is, maar de steun hiervoor bleef uit.

## Bereikbaarheid en ligging
Bahjoi heeft goede transportverbindingen met de rest van Noord-India. Het station van Bahjoi ligt op de belangrijke spoorverbinding Delhi-Lucknow. Per auto duurt de circa 175 km lange rit tussen Delhi en Bahjoi ongeveer 3 uur. Van en naar het buitenland reist men doorgaans via de internationale luchthaven Indira Gandhi. Bezienswaardige plaatsen in de buurt zijn Chandausi en Sarai Tarain, gelegen op een afstand van respectievelijk 16 en 20 km.

## Elektriciteit
In Bahjoi is de elektriciteitsvoorziening onbetrouwbaar, met doorgaans maar enkele uren per dag elektriciteit. Doordat hierdoor ook de straten donker waren, bestond er een veiligheidsprobleem voor met name jonge vrouwen. Om de veiligheid te verhogen, heeft een lokale elektricien een initiatief ontplooid voor het opwekken van elektriciteit en het aanbrengen van verlichting in de straten van Bahjoi. Er is thans reeds over een afstand van 10 km verlichting, waardoor de veiligheidssituatie in Bahjoi verbeterd is.

## Meteoriet
Op 23 juli 1934 sloeg in Bahjoi een meteoriet in.

## YatharthYogAshram Foundation
Op vier kilometer van Bahjoi, net buiten het dorp Rajpur, bevindt zich de YatharthYogAshram Foundation, een mede door initiatief van de Belgische organisatie Indygo in 2007 opgerichte woon- en werkgemeenschap of ashram. De gemeenschap streeft ernaar in harmonie met mens en milieu te leven en duurzame ontwikkeling in dit nog authentieke gebied van India te bevorderen. De gemeenschap ontvangt vele buitenlandse bezoekers.